# Eduardo da Silva
Eduardo Alves da Silva zkráceně znám jako Eduardo (* 25. února 1983, Rio de Janeiro, Brazílie) je bývalý chorvatský fotbalista a reprezentant brazilského původu.

## Klubová kariéra

### Arsenal FC
Dne 23. února 2008 během svého angažmá v Arsenalu utrpěl vážné zranění – otevřenou zlomeninu nohy v zápase s Birminghamem City, ale uzdravil se a po téměř roce se opět vrátil na fotbalové trávníky.

### Šachtar Doněck
V dubnu 2013 získal s ukrajinským týmem třetí ligový titul, Šachtaru jej zaručila remíza 1:1 s Metalistem Charkov čtyři kola před koncem soutěže. Čtvrtý ligový titul získal hned v následující sezoně 2013/14.

### Legia Warszawa
V roce 2018 byl hráčem Legie Warszawa.

## Reprezentační kariéra
Eduardo debutoval v A-mužstvu Chorvatska 16. 11. 2004 v přátelském zápase v Dublinu proti reprezentaci Irska (prohra 0:1). Celkem odehrál v letech 2004–2014 za chorvatský národní tým 64 utkání a vstřelil 29 branek.

## Úspěchy

### Klubové
Dinamo Záhřeb
- mistr Chorvatska 2006, 2007
- vítěz chorvatského poháru 2004, 2007
- vítěz chorvatského superpoháru 2003, 2006